# 1975 у хокеї з шайбою
Нижче наведені хокейні події 1975 року у всьому світі.

## Головні події
На чемпіонаті світу в Мюнхені та Дюссельдорфі золоті нагороди здобула збірна СРСР.
У фіналі кубка Стенлі «Філадельфія Флаєрс» перемогла «Баффало Сейбрс».
У третьому сезоні Всесвітньої хокейної асоціації кубок АВКО здобув клуб «Х'юстон Аерос».

## Національні чемпіони
- Австрія: АТСЕ (Грац)
- Болгарія: ЦСКА (Софія)
- Данія: «Гладсаксе»

- Італія: «Кортіна» (Кортіна-д'Ампеццо)
- Нідерланди: «Тілбург Трапперс»
- НДР: «Динамо» (Вайсвассер)
- Норвегія: «Фріск» (Аскер)
- Польща: «Подгале» (Новий Тарг)
- Румунія: «Стяуа» (Бухарест)
- СРСР: ЦСКА (Москва)
- Угорщина: «Ференцварош» (Будапешт)
- Фінляндія: «Таппара» (Тампере)
- Франція: «Сен-Жерве»
- ФРН: «Дюссельдорф»
- Чехословаччина: СОНП (Кладно)
- Швейцарія: «Берн»
- Швеція: «Лександ»
- Югославія: «Олімпія» (Любляна)

## Переможці міжнародних турнірів
- Кубок європейських чемпіонів: «Крила Рад» (Москва, СРСР)
- Турнір газети «Известия» (весна): збірна Чехословаччини
- Турнір газети «Известия» (осінь): збірна СРСР
- Кубок Шпенглера: збірна Чехословаччини-2
- Кубок Ахерна: «Динамо» (Москва, СРСР)
- Кубок Татр: «Слован» (Братислава, Чехословаччина)
- Турнір газети «Советский спорт»: «Динамо» (Москва), «Торпедо» (Горький), ЦСКА (Москва), «Крила Рад» (Москва)[1]

## Народились
- 1 лютого — Томаш Власак, чеський хокеїст.
- 13 березня — Лендон Вілсон, американський хокеїст.
- 10 квітня — Тіно Бос, німецький хокеїст.
- 26 травня — Пі Джей Сток, канадський хокеїст.